# Litewski (herb szlachecki)
Litewski (Lilewski, Lileski) – kaszubski herb szlachecki, herb własny rodziny Litewskich.

## Opis herbu
Opis z wykorzystaniem klasycznych zasad blazonowania:
W polu pies biegnący w lewo, ponad którym półksiężyc z gwiazdą na każdym rogu. Brak klejnotu, hełmu i labrów. Barwy nieznane.

## Najwcześniejsze wzmianki
Według Wiktora Wittyga herb znany z pieczęci Jarosza Litewskiego, przyłożonej do dokumentu z 1570 roku. Według Przemysława Pragerta może tu chodzić o Jakuba Lilewskiego, który w 1570 roku posiadał część wsi Lileska.

## Herbowni
Litewski (Lilewski, Lileski, Lithewski).
Józef Krzepela, który błędnie powiązał wieś Lileska ze wsią Kaliska, utożsamił tym samym nazwisko Lileski z incydentalnie wymienionym w źródłach nazwiskiem Kaliski. Tadeusz Gajl dla herbu tego wymienia jeszcze nazwiska Litowski i Kulja.

### Rodzina Litewskich
Prawie nieznana drobna szlachta, która nazwisko wzięła od wsi Litestwo vel Lileska w parafii Lubichowo. Wieś ta opustoszała już w 1 ćwierci XVI wieku, zaś pod koniec tego stulecia zaginęła całkowicie, a jej grunty połączono zapewne z pobliską wsią Bietowo. Członkom rodu: Andrzejowi, Jakubowi i Wawrzyńcowi, potwierdzono w 1526 roku dobra we wsi Litestwo i część Bietowa. Zapewne wymieniony wówczas Jakub to ów Jarosz wspominany przez Wittyga.